# Equus africanus atlanticus
El asno salvaje del Atlas (Equus africanus atlanticus), también conocido como asno salvaje argelino, es una subespecie de asno salvaje extinta que probablemente vivía en el territorio de los actuales Argelia, Marruecos y Túnez. Se extinguió en tiempos del Imperio Romano por la caza abusiva. Aparece representado en un mural con una escena de caza de una villa de Bona, Argelia, que data del año 300.
La subespecie fue descrita a partir de una mandíbula con dientes encontrada en Constantina (Argelia), en depósitos del Cuaternario tardío.

## Taxonomía
Supuestos huesos han sido encontrados en varios refugios rocosos en Marruecos y Argelia por paleontólogos como Alfred Romer (1928, 1935) y Camille Arambourg (1931). Si bien la existencia de numerosas representaciones de arte rupestre prehistórico y mosaicos romanos no dejan dudas sobre la existencia anterior de asnos salvajes africanos en el norte de África, se ha afirmado que los huesos originales que se utilizaron para describir la subespecie atlanticus en realidad pertenecían a una fósil de cebra. Por lo tanto, el nombre E. a. atlanticus sería "indisponible" para el asno salvaje del Atlas.
También se planteó la hipótesis de que la apariencia de los asnos salvajes nubios y somalíes era clinal y que parecían diferentes como un artefacto de la reciente extinción de las poblaciones de aspecto intermedio. Esto convertiría al salvaje africano vivo en una especie monotípica sin subespecies, y al menos cuestionaría la existencia de subespecies extintas como el salvaje del Atlas. Sin embargo, los estudios genéticos han demostrado desde entonces que los asnos salvajes de Nubia y Somalia son lo suficientemente diferentes como para justificar el estatus de subespecie. Además, los burros domésticos tienen dos haplotipos diferentes, uno compartido con el salvaje de Nubia y otro de origen desconocido que no se encuentra en el salvaje somalí. La presencia del extinto salvaje del Atlas en el mundo antiguo lo convierte en una fuente factible para el segundo haplotipo.

## Descripción
El arte antiguo representa consistentemente a los asnos salvajes africanos del norte de África como similares, pero de colores más oscuros que, las subespecies de asnos salvajes de Nubia y Somalia. El color general era gris, con rayas blancas y negras marcadas en las patas, y una cruz negra en los hombros (a veces doblada).  En comparación, el salvaje de Nubia es gris con cruz de hombros pero sin rayas, y el salvaje somalí es arenoso con rayas negras, pero sin cruz de hombros.  Una o ambas características aparecen ocasionalmente en los burros domésticos. Los asnos domésticos salvajes y primitivos son indistinguibles de sus huesos, lo que complica su identificación en los yacimientos arqueológicos. 

## Rango y ecología
El salvaje del Atlas se encontró en la región alrededor de las montañas del Atlas, en las actuales Argelia, Túnez y Marruecos.  También podría haber ocurrido en áreas rocosas del desierto del Sahara, pero no en arenas que son evitadas por los asnos salvajes.  Sin embargo, los informes del siglo XX sobre asnos salvajes del norte de Chad y el macizo de Ahaggar en el Sahara central son dudosos. 